# 想いやりファーム
有限会社想いやりファーム（おもいやりファーム）は、北海道河西郡中札内村にある酪農牧場。特徴としては特別牛乳搾取処理業の許可を受け、日本で唯一無殺菌牛乳を販売している。

## 概要
牧場は長谷川竹彦（1954年生まれ）が1991年（平成3年）7月1日に創業し、2000年（平成12年）3月31日に有限会社中札内村レディースファームを設立。社名はスタッフがほぼ女性で占められていたことによる。2008年（平成20年）4月1日に有限会社想いやりファームに社名変更した。
2021年現在、牧草地28ヘクタールで乳用牛19頭（経産牛11頭）を飼育する。取り扱い商品は特別牛乳無殺菌の「想いやり生乳」（牛乳瓶詰め）と、「想いやりソフト」（生乳100%完全無添加）。

## テレビ番組
- 日経スペシャル ガイアの夜明け ふるさとガールズ ～地方再生を担う女性たち～（2008年4月8日、テレビ東京）[3]- 女性たちの奮闘を取材。